# Victor Sen Yung
Victor Sen Yung, född 18 oktober 1915 i San Francisco, Kalifornien, död 31 oktober 1980 i North Hollywood, Los Angeles, Kalifornien, var en amerikansk skådespelare. Yung är främst känd för rollerna som James "Jimmy" Chan i filmserien om Charlie Chan och som Hop Sing i westernserien Bröderna Cartwright. 

## Filmografi i urval
- 1937 – Den goda jorden
- 1937 – Thank You, Mr. Moto
- 1938 – Mr. Moto Takes a Chance
- 1939 – Charlie Chan i Honolulu
- 1939 – Skilsmässomordet
- 1939 – Det ensamma husets hemlighet
- 1940 – Charlie Chan in Panama
- 1940 – Charlie Chan's Murder Cruise
- 1940 – Charlie Chan at the Wax Museum
- 1941 – Charlie Chan i Rio
- 1942 – Castle in the Desert
- 1942 – Över Stilla havet
- 1944 – Den bevingade segern
- 1948 – The Golden Eye
- 1950 – Illdåd ombord
- 1951 – Brud på nytt
- 1951 – Expressen till Peking
- 1951 – The Groom Wore Spurs
- 1952 – Hong Kong
- 1952 – Prickskytten
- 1953 – Farligt vittne
- 1954 – Terror i Shanghai
- 1955 – Möte i Hongkong
- 1955 – I Kinas våld
- 1955 – Det blodiga sundet
- 1955 – Med döden i hälarna
- 1959 – Perry Mason (TV-serie)
- 1959–1973 – Bröderna Cartwright (TV-serie)
- 1965 – Mister Ed (TV-serie)
- 1966 – Mannen från UNCLE (TV-serie)
- 1968 – Smart (TV-serie)
- 1969 – Hawaii Five-O (TV-serie)
- 1979 – Familjen Macahan (TV-serie)
- 1980 – Mannen som trodde han var Bogart